# 1923 en chimie
Cet article présente les faits marquants de l'année 1923 en chimie.

## Évènements

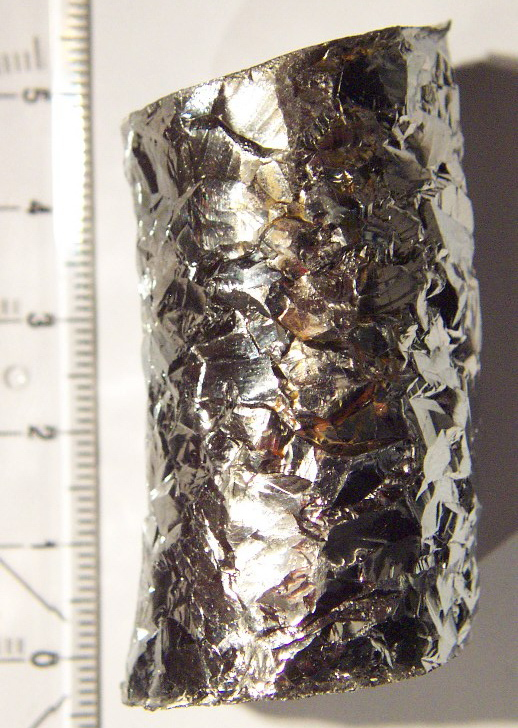
Barre de Hafnium cristallisé

- Gilbert N. Lewis et Merle Randall publient Thermodynamics and the Free Energy of Chemical Substances, premier traité moderne de thermodynamique chimique[1].
- Dans son ouvrage intitulé Valence and the Structure of Atoms and Molecules, le chimiste américain Gilbert N. Lewis développe la théorie de paire électronique dans la théorie des réactions acide/base[2],[3].
- Le chimiste britannique Thomas Lowry et le chimiste danois Joannes Brønsted énoncent indépendamment une théorie protique des réactions acide-base[3].
- Hafnium découvert par Dirk Coster et George de Hevesy en analysant aux rayons X un minerai de zirconium appelé zircon[4],[5].
- 1922-1923 : Première étudiante à l'Institut de Chimie de Lille, ancêtre de l'Ecole Nationale Supérieure de Chimie de Lille (ENSCL)[6].
- Gustave-Louis Blanc développe et rapporte la réaction de Blanc[7]. Les chimistes italiens G. Grassi-Cristaldi et C. Maselli auraient découvert cette réaction, ou une réaction similaire, vers 1898[8].

## Prix
- Prix Nobel de chimie : Fritz Pregl pour son invention de la méthode de microanalyse des substances organiques[9],[10].
- Médaille Priestley : Ira Remsen[11],[12],[13]
- Médaille Davy : Herbert Brereton Baker pour ses recherches sur le séchage complet des gaz et des liquides[14],[15].
- Médaille William-H.-Nichols : Thomas Midgely, Jr.[16]

## Naissances
- 8 février : Pierre Le Goff (mort en 2005), chimiste français.
- 19 mars : Walter Kohn, physicien autrichien, naturalisé américain, prix Nobel de chimie en 1998.
- 11 avril : Hugh Christopher Longuet-Higgins (mort en 2004), chimiste théorique et chercheur en sciences cognitives britannique.
- 15 juillet : Norbert Duffaut (mort en 1993), scientifique et chercheur en chimie français.

- 21 juillet : Rudolph Marcus, chimiste américain d'origine canadienne, prix Nobel de chimie en 1992.
- 23 juillet : Henri-Géry Hers (mort en 2008), biochimiste belge.
- 31 juillet[17] : Stephanie Kwolek (morte en 2014), chimiste américaine inventrice du kevlar[18].
- 28 septembre : Jean-Baptiste Donnet (mort en 2014), chimiste français.
- 29 octobre : Carl Djerassi (mort en 2015), chimiste, romancier et dramaturge.
- 8 décembre : Rudolph Pariser (mort en 2021), chimiste américain originaire de Chine.

## Décès
- 8 mars : Johannes Diderik van der Waals (né en 1837), physicien néerlandais ayant découvert les forces de van der Waals.
- 27 mars : James Dewar (né en 1842), chimiste et physicien britannique.
- 21 mai[19] : Hans Goldschmidt (né en 1861), chimiste allemand.
- 12 juillet : Ernst Otto Beckmann (né en 1853), chimiste allemand.